# Médard De Preter
Médard De Preter (Lier, 10 maart 1900 - 29 juli 1982) was een Belgisch voetballer, die zijn ganse spelerscarrière actief was bij K. Liersche SK. Na zijn carrière als speler werd hij voetbaltrainer, waar hij met datzelfde Lierse in 1942 kampioen werd.

## Biografie
De Preter sloot zich in 1919 aan bij Liersche SK. Vanaf zijn debuut in het eerste elftal in 1921 tot 1932 speelde hij 245 wedstrijden en maakte hij 85 doelpunten voor Lierse. Hij was aanvoerder van de ploeg toen Lierse in 1927 voor het eerst naar de hoogste afdeling promoveerde en haalde in 1932 de titel.
In 1939 werd hij trainer bij Lierse. In 1939/40 werd de competitie stopgezet door het uitbreken van de Tweede Wereldoorlog toen Lierse aan de leiding stond. In het seizoen 1940/41 behaalde hij de titel, maar door de oorlog was dit een officieuze noodcompetitie. Een jaar later, in 1941/42 werd hij met Lierse kampioen. Hij bleef trainer van Lierse tot 1944. Nadien werd hij coach in de lagere afdelingen bij Aarschot Sport en RA Marchiennoise des Sports.

## Erelijst
Als speler
- Landstitel (1): 1932 met K. Liersche SK

Als trainer
- Officieuze landstitel (1): 1941 met K. Liersche SK
- Landstitel (1): 1942 met K. Liersche SK